# ОШ „Ђура Јакшић” Топоница
ОШ „Ђура Јакшић” у Топоници, насељеном месту на територији општине Мало Црниће, државна је установа основног образовања.

## Историјат школе
Као матична школа покрива подручје пет села, тако да има различите године почетка рада. Најстарија је школа у Великом Селу, отворена 1845. године и најстарија је школа у округу, потом у Топоници, у осмој деценији 19. века, Крављем Долу, 1900. године, затим у Врбници и на крају у Шљивовцу.
Школске зграде грађене су истим историјским редом, па је најстарија она у Великом селу (последњих година 19. века), потом у Топоници, која је два пута дозиђивана да би примила све већи број ђака, Крављем долу, па у Врбници и Шљивовцу.
У последњих неколико година због миграције становништва из села у град, као и због одласка у иностранство, постепено се смањује бројно стање ученика.

## Школа данас
Школа има седам учионица општег типа, просторију за припремно одељење, библиотеку, кухињу и трпезарију, зборницу, кабинет за информатику, директорску канцеларију, канцеларију административно-благајничког особља, просторија за помоћно и техничко особље и санитарни чворови за ученике и наставнике.
Матична школа поседује и спортско-рекреативне терене за фудбал, кошарку и рукомет. У школи је централно грејање. Школа има електронско издање летописа „Летопис наше школе” који уређује тим за израду летописа уз сарадњу са ученицима.